# Max Alvis
Roy Maxwell Alvis, né le 2 février 1938 à Jasper (Texas), est un ancien joueur américain de baseball qui évolua dans la Ligue majeure de baseball de 1962 à 1970. Il est sélectionné deux fois au match des étoiles des ligues majeures en 1965 et 1967.

## Carrière
Max Alvis est recruté par les Cleveland Indians avant le début de la saison 1958. Il effectue quatre saisons d'apprentissage en ligues mineures, puis intègre les Majeures en 1962 à l'occasion de 12 parties de fin de saison. À la suite de sa bonne première saison en tant que titulaire, il est désigné joueur de l'année des Indians en 1963 ; c'est alors seulement deuxième fois que cet honneur est fait à une nouvelle recrue. Le 26 juin 1964, il est hospitalisé pendant six semaines à Boston pour une méningite. Il reprend sa place chez les Indians après son séjour à l'hôpital, mais il ne retrouvera jamais son niveau de 1963 malgré deux sélections au All-Star game et un nouveau titre de joueur des Indians de l'année en 1967. 
Il quitte Cleveland le 4 avril 1970 pour rejoindre les Milwaukee Brewers. Il prend part à 62 matches (115 passages au bâton) avec les Brewers, tapant 3 coups de circuit et une moyenne au bâton de 0,247. Son contrat n'est pas prolongé à l'issue de la saison 1970.